# Acer albopurpurascens
Acer albopurpurascens é uma espécie de árvore do gênero Acer, pertencente à família Aceraceae.